# Bettina Baumgärtel
Bettina Baumgärtel (* 1957 in Wuppertal) ist eine deutsche Kunsthistorikerin. Sie leitete die Gemäldesammlung im Museum Kunstpalast in Düsseldorf und gilt als Expertin für die Malerin Angelika Kauffmann und die Malerei des 18. und 19. Jahrhunderts, besonders der Düsseldorfer Malerschule.

## Leben und Wirken
Von 1975 bis 1981 studierte Bettina Baumgärtel Kunstgeschichte, Klassische Archäologie und Philosophie an der Universität Bonn und an der Freien Universität Berlin. 1988 wurde sie promoviert, betreut von Eduard Trier in Bonn. Ihre Dissertation erschien 1990 in gekürzter Fassung als Buch unter dem Titel Angelika Kauffmann (1741–1807). Bedingungen weiblicher Kreativität in der Malerei des 18. Jahrhunderts, „eine gründliche und materialreiche Untersuchung über die biografischen, sozialgeschichtlichen, kunsttheoretischen und psychologischen Aspekte der Schaffensbedingungen“. Als Resultat ihrer langjährigen Forschungsarbeit zum Leben und Werk von Angelika Kauffmann gründete sie 1990 das interdisziplinäre Forschungsprojekt „Angelika Kauffmann Research Project“.
Seit 1993 war sie als Kuratorin am Museum Kunstpalast in Düsseldorf tätig, zuerst als wissenschaftliche Mitarbeiterin, von 1994 bis 2000 als Leiterin der Graphischen Sammlung und seit 2000 als Leiterin der Gemäldesammlung. Einen Überblick über zeitgenössische Tendenzen in der Zeichnung der 1980er bis 1990er Jahren stellte sie u. a. in der Ausstellung „Augenzeugen. Die Sammlung Hanck“ vor. Die Schenkung dieser mehr als 3000 Werke umfassenden Sammlung an das Museum Kunstpalast wurde von ihr eingeleitet. Unter ihrer Leitung begann die systematische Erweiterung der Graphischen Sammlung hin zur künstlerischen Fotografie. Ebenfalls unter ihrer Leitung und der von Silvia Neysters zeigte das Kunstmuseum Düsseldorf 1995 erstmals eine Ausstellung mit feministischem Anspruch: Die Galerie der Starken Frauen mit 40 Gemälden und 150 Grafiken präsentierte Heldinnen der französischen und italienischen Kunst des 17. Jahrhunderts. 1998 kuratierte Bettina Baumgärtel die Retrospektive Angelika Kauffmann, die in Düsseldorf, München und Chur gezeigt wurde. Die FAZ befand: „Die schöne und erfolgreiche Düsseldorfer Ausstellung unter Bettina Baumgärtel hat gezeigt, dass Angelika Kauffmann nach wie vor Gemüter beschäftigen kann.“
2005 erschloss sie die Sammlung der niederländischen und flämischen Gemälde des 16. bis 18. Jahrhunderts im Museum Kunstpalast und widmete sich der Rekonstruktion der legendären Sammlung des Kurfürsten Johann Wilhelm von der Pfalz in der ehemaligen Gemäldegalerie am Düsseldorfer Schloss. Die Sammlung mit mehr als tausend Werken der Düsseldorfer Malerschule im Museum Kunstpalast, die größte einschlägige Sammlung der Welt, arbeitete sie wissenschaftlich auf, ergänzte sie mit Leihgaben aus den Vereinigten Staaten und stellte sie in den Kontext der internationalen Bedeutung der Düsseldorfer Malerschule. 2011 kuratierte sie die umfassende Schau Weltklasse. Die Düsseldorfer Malerschule 1819–1918 mit 450 Werken – Gemälden, Zeichnungen, Druckgraphiken, illustrierten Büchern und Fotografien. Als Expertin für Malerei der Düsseldorfer Schule ist sie gemeinsam mit Hans Paffrath im Vorstand der Stiftung Sammlung Volmer tätig. Sie gehört zu den Autoren des von den Stadtarchivaren Clemens von Looz-Corswarem und Benedikt Meurer 2012 herausgegebenen enzyklopädischen Nachschlagewerks Das große Düsseldorf-Lexikon. Nach dreißigjähriger Tätigkeit als Kuratorin am Düsseldorfer Kunstpalast verabschiedete sie sich im Jahr 2023 in den Ruhestand. Sie kündigte an, im Jahr 2024 eine Ausstellung zu Angelika Kauffmann in der Royal Academy of Arts in London zu kuratieren.

## Veröffentlichungen (Auswahl)
Monografie
- Angelika Kauffmann (1741–1807). Bedingungen weiblicher Kreativität in der Malerei des 18. Jahrhunderts (= Ergebnisse der Frauenforschung. Band 20). Beltz, Weinheim/Basel 1990, ISBN 3-407-58312-5 (zugl. Dissertation).[10]

Ausstellungen und Kataloge
- „… ihr werten Frauenzimmer, auf!“ Malerinnen der Aufklärung. Gemälde-Ausstellung zum Festival des Historischen Frauen-Kunst- und Kultur-Projekts 1993/94, Ludwig Roselius Museum, Bremen 1993
- mit Sylvia Neysters: Die Galerie der Starken Frauen/La Galerie des Femmes Fortes. Ausstellung Museum Kunst-Palast Düsseldorf (1995) und Hessisches Landesmuseum Darmstadt (1996). Katalog, Verlag Klinkhardt & Biermann, München/Berlin 1995, ISBN 3-7814-0385-8.
- Augenzeugen. Die Sammlung Hanck. Papierarbeiten der 80er und 90er Jahre. Ausstellung Kunstmuseum Düsseldorf im Ehrenhof, Düsseldorf 1997
- Angelika Kauffmann. Eine Retrospektive. Ausstellung Museum Kunst-Palast Düsseldorf (15. November 1998 – 24. Januar 1999), Haus der Kunst München (5. Februar – 18. April 1999), Bündner Kunstmuseum Chur (8. Mai – 11. Juli 1999). Katalog, Hatje Cantz Verlag, Ostfildern 1998, ISBN 978-3-7757-0756-5.
- Bewegte Landschaften. Die Düsseldorfer Malerschule, hrsg. von Bettina Baumgärtel und Klaus Thelen, Ausstellungen Museum der Stadt Ratingen, Neanderthal Museum Mettmann, Wilhelm-Fabry-Museum Hilden, Edition Braus, Heidelberg 2003, ISBN 3-89904-072-4
- Ein Fest der Malerei. Die niederländischen und flämischen Gemälde des 16.–18. Jahrhunderts. Bestandskatalog der Gemäldesammlung, Museum Kunst-Palast – Sammlung der Kunstakademie Düsseldorf. Seemann, Leipzig 2005.
- Himmlisch – herrlich – höfisch. Peter Paul Rubens, Johann Wilhelm von der Pfalz und Anna Maria Luisa de’ Medici. Ausstellungskatalog anlässlich der Ausstellung im Museum Kunst-Palast 20. September 2008 – 11. Januar 2009. Verlag Seemann, Leipzig 2008, ISBN 978-3-86502-192-2.
- Die Düsseldorfer Malerschule und ihre internationale Ausstrahlung 1819–1918. 2 Bände, anlässlich der Ausstellung Weltklasse. Die Düsseldorfer Malerschule 1819–1918, Museum Kunstpalast, 2011/2012. Michael Imhof Verlag, Petersberg 2011, ISBN 978-3-86568-702-9
  - darin u. a. S. 353–376 Chronik der Düsseldorfer Malschule 1819–2011.
- Angelika Kauffmann. Unbekannte Schätze aus Vorarlberger Privatsammlungen. Hirmer, München 2018, ISBN 978-3-7774-3084-3 (Rezension).

Artikel
- Die Ohnmacht der Frauen – Sublimer Affekt in der Historienmalerei des 18. Jahrhunderts. In: Kritische Berichte 1/90
- Zum Umgang mit Fragen der Geschlechterdifferenz im Museum. In: Kritische Berichte 3/98